# 朱淛
朱淛（1486年—1552年），字必東，號損巖、損岩，福建興化府莆田縣（今福建省莆田市）人，明朝政治人物。

## 生平
正德十一年（1516年），福建鄉試第一（解元）。嘉靖二年（1523年），登癸未科会试一百二十九名，二甲四十八名進士。嘉靖三年，授湖廣道監察御史。當時恰逢昭聖皇太后生辰，有旨免命婦朝賀。朱淛與馬明衡上疏反對。因為當時明世宗給予尊生母為太后，而兩人奏摺違背旨意。遂以離間宮闈，歸過於上，下詔獄拷訊。侍郎何孟春、御史蕭一中論救，均未成。御史陳逅、季本，員外郎林應驄繼續上諫，明世宗更怒，一併將數人下詔獄并謫邊。當時明世宗欲殺死朱淛、馬明衡兩人，內閣大臣蔣冕稱道：“陛下有堯舜之治，奈何還有殺死諫臣之名。”久之，明世宗稍微解氣，遂欲戍之。蔣冕繼續請奏，并為之哭泣。於是改為杖刑八十，除名為民，兩人遂廢。廷臣雖多有論薦，不復召用。朱淛家居三十年去世。

## 著作
著有《天馬山房遺藁》。

## 家族
曾祖朱愷。祖父朱忠。父朱統。母吴氏。具庆下。弟辰、興。

## 延伸阅读
[在维基数据编辑]
 《國朝獻徵錄·卷之六十五》，出自焦竑《國朝獻徵錄》
 《明史卷二百〇七》，出自《明史》